# Ockrabröstad snårtimalia
Ockrabröstad snårtimalia (Spelaeornis longicaudatus) är en utrotningshotad fågel i familjen timalior som enbart förekommer i Indien.

## Utseende
Ockrabröstad snårtimalia är liten och för snårtimalior långstjärtad. Undersidan är ljust orangebeige med otydlig blek fläckning. Tygel och örontäckare är grå. Liknande nagasnårtimalian är mer roströd under med tydligare, brunbeige fläckning.

## Utbredning och systematik
Fågeln förekommer i ek- och rhododendronskogar i nordöstra Indien (Assam och Manipur). Den behandlas som monotypisk, det vill säga att den inte delas in i några underarter.

## Levnadssätt
Ockrabröstad snårtimalia är förmodligen stannfågel i tät undervegetation i fuktig städsegrön lövskog, framför allt med inslag av ek och rhododendron eller tall. Den föredrar raviner och branta klippiga sluttningar med mossa, ormbunkar och orkidéer på mellan 1000 och 2000 meters höjd. Fågeln är en insektsätare som håller sig nära marken, enstaka eller i par. Den häckar mellan april och juni.

## Status och hot
Ockrabröstad snårtimalia har en liten och fragmenterad världspopulation bestående av under 10 000 vuxna individer. Den tros dessutom minska i antal till följd av skogsavverkning. Internationella naturvårdsunionen IUCN kategoriserar därför arten som nära hotad.